# Глюкометр

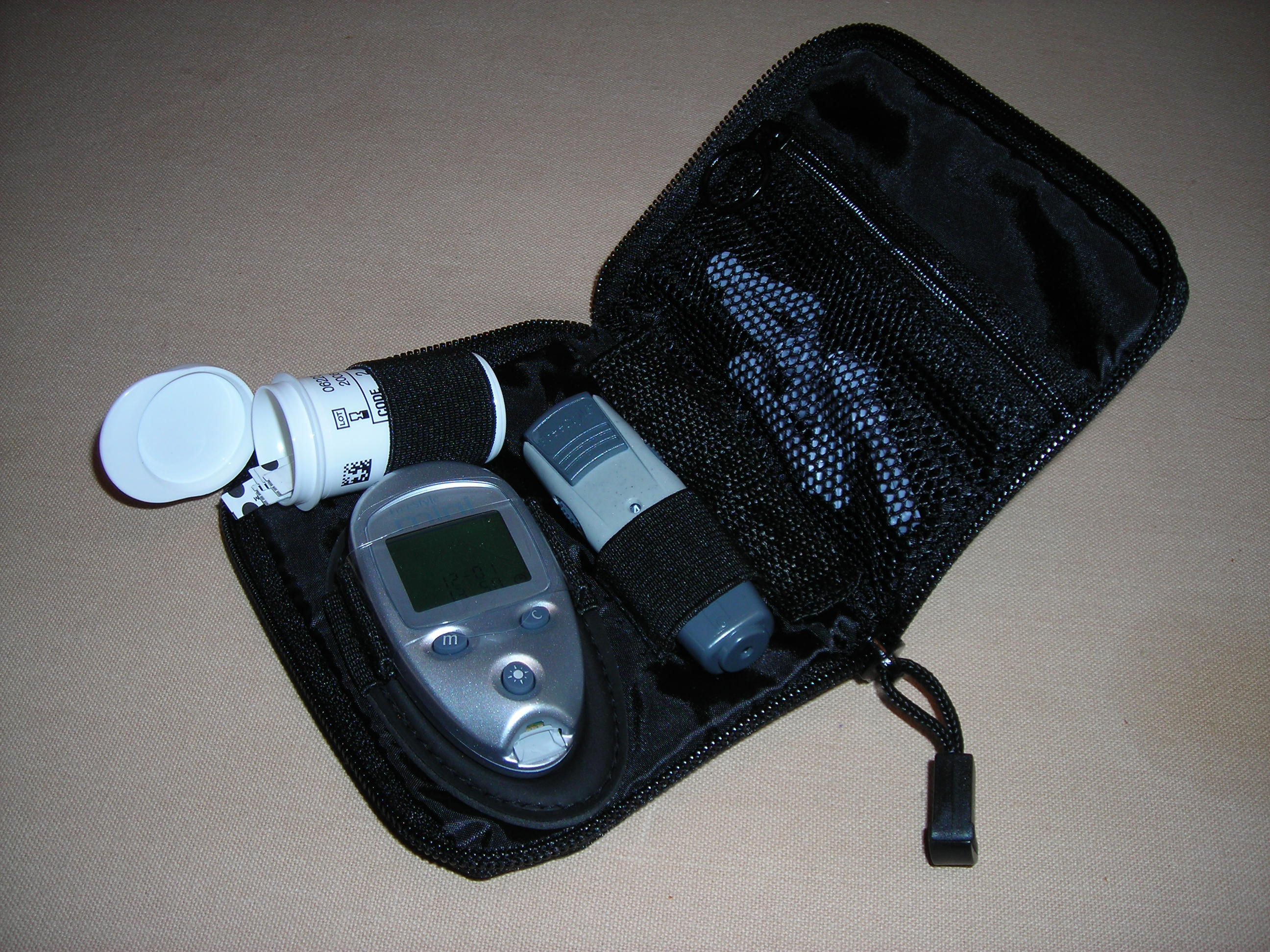
Глюкометр в комплекте с ручкой для прокалывания кожи, контейнером для тест-полосок и запасными ланцетами.

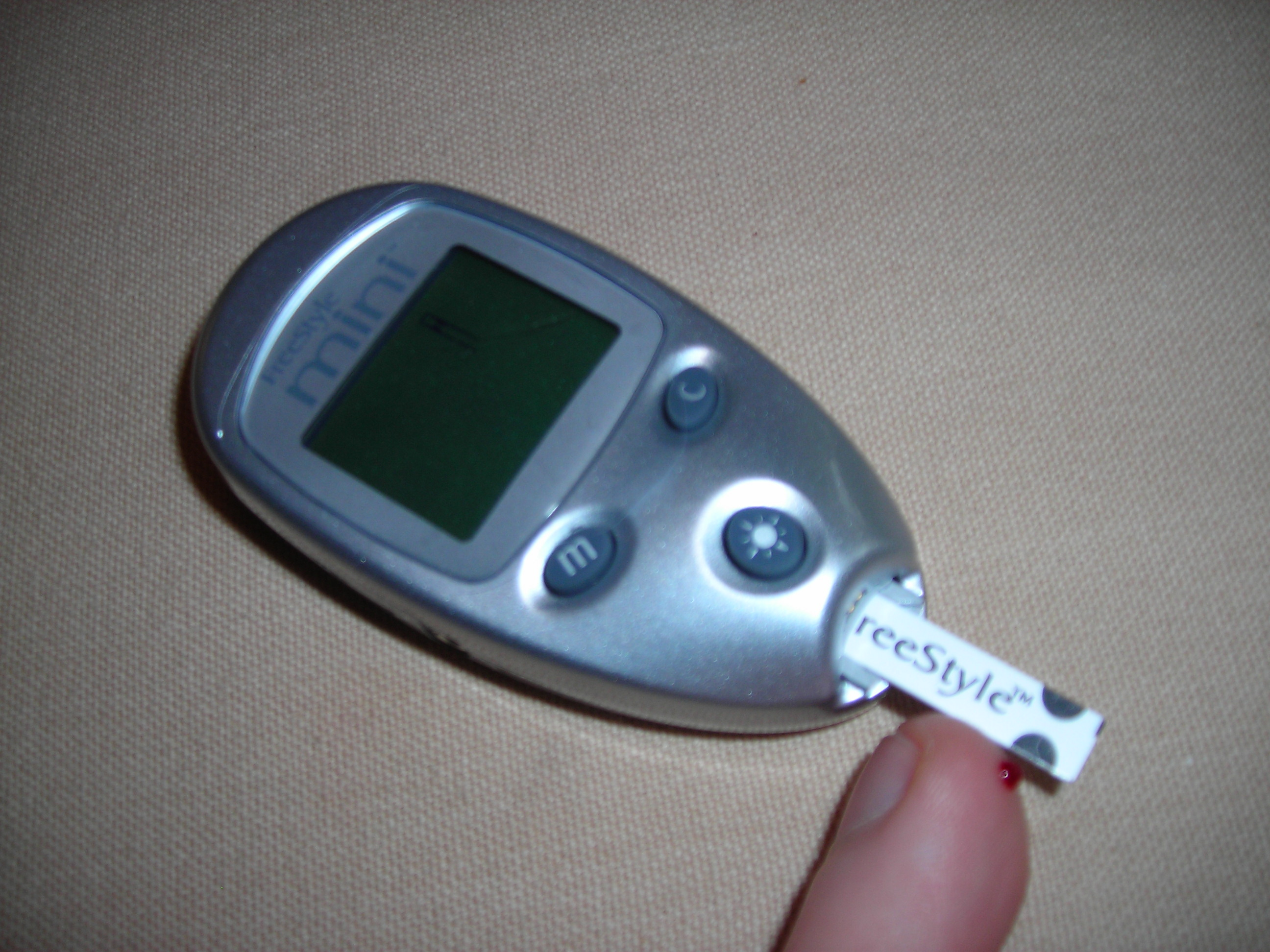
Нанесение капли крови на тест-полоску при измерении уровня глюкозы в крови в домашних условиях.

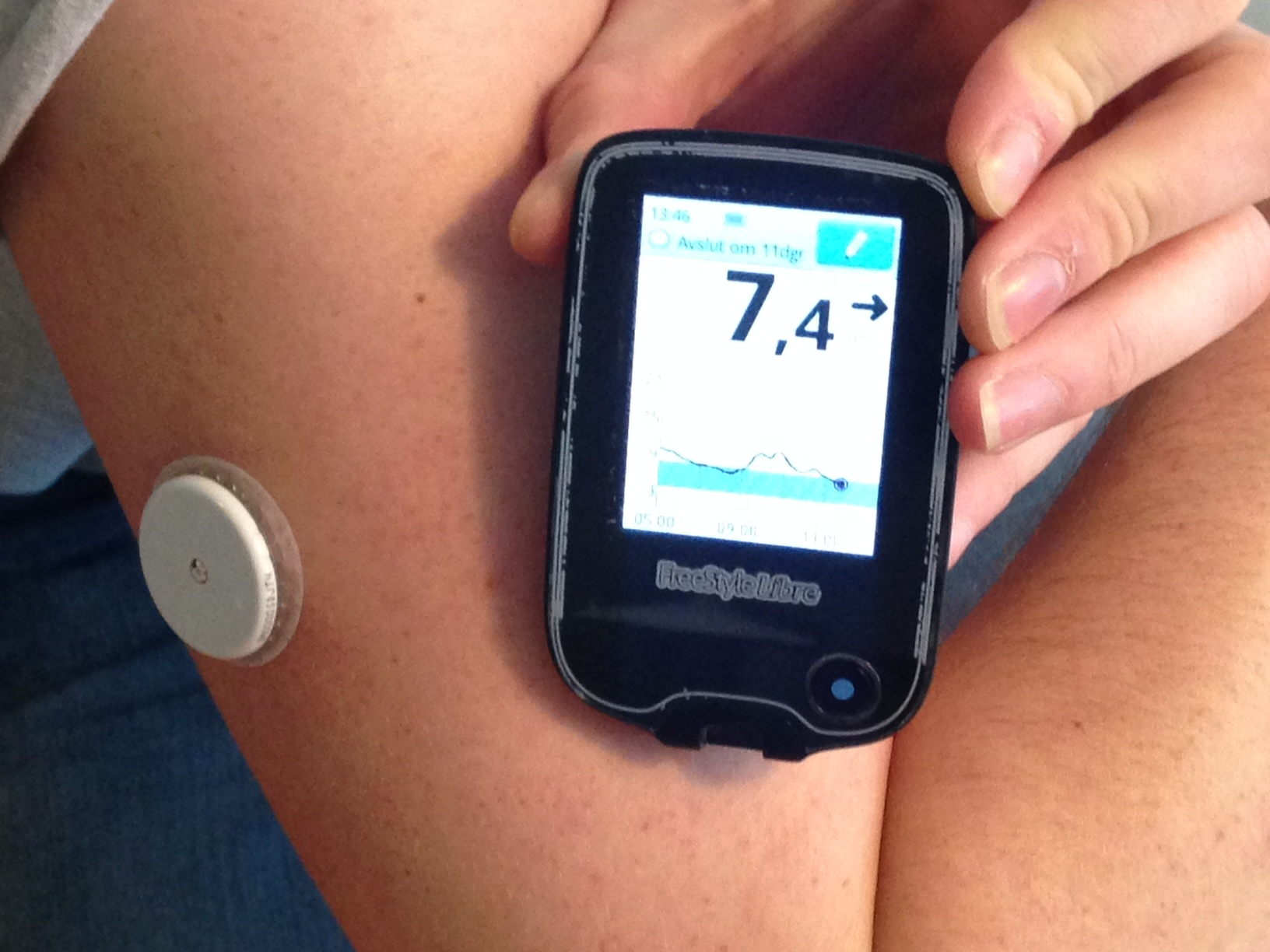
Неинвазивный глюкометр с цветным дисплеем и с датчиком для непрерывного измерения уровня глюкозы в крови.

Первый переносной аналоговый глюкометр.

Глюко́метр — прибор для измерения уровня глюкозы в органических жидкостях (кровь, ликвор и т. п.).
Глюкометры используются для диагностики состояния углеводного обмена у лиц, страдающих сахарным диабетом. Сахарный диабет — болезнь, возникающая при расстройстве нормальной работы эндокринной части поджелудочной железы, вырабатывающей инсулин (пептидный гормон, способствующий поступлению глюкозы в мышечные и жировые клетки, чтобы обеспечить их питанием). С помощью глюкометра определяют уровень глюкозы в крови и, на основании полученных данных, принимают меры для компенсации нарушений углеводного обмена.
Существует несколько методик измерения. В последнее время получили широкое распространение портативные глюкометры для проведения измерений в домашних условиях. Достаточно нанести каплю крови на одноразовую индикаторную пластину, установленную в глюкозоксидазный биосенсор, и через несколько секунд концентрация уровня глюкозы в крови (гликемия) известна. Для разных лабораторий, методик и аппаратов нормы гликемии различны, для глюкозоксидантного метода — 3,33—5,55 ммоль/л при условии, что измерение проведено натощак. В течение нескольких часов после еды уровень глюкозы обычно в 1,5-2 раза выше.

## Классификация
По принципу действия глюкометры делятся на фотометрические и электрохимические.

### Фотометрические глюкометры
Определяют изменение окраски тест-зоны, возникающее в результате реакции глюкозы со специальными веществами, нанесёнными на полоску. Это так называемые «приборы первого поколения», технология которых уже устарела. Отметим, что такие приборы калиброваны по цельной капиллярной крови.

### Электрохимические глюкометры
Измеряют показатели гликемии в соответствии с величиной тока, появляющегося при реакции глюкозы крови со специальными веществами в тест-полоске (амперометрия). Эти приборы относятся уже к следующему поколению, технология которых позволяет минимизировать влияние внешних факторов на результат и получить более точные показания, особенно с течением времени. Большинство этих приборов имеет калибровку по плазме. В России большинство стационарных аппаратов медицинских учреждений оценивают уровень глюкозы периферической крови. Существует и другой электрохимический способ — кулонометрия. Он заключается в измерении общего заряда электронов, выделяющихся в том же процессе. Его достоинством является необходимость в очень малом количестве крови.

### Оптические биосенсоры на глюкозу
Работа оптических биосенсоров основана на явлении поверхностного плазмонного резонанса. Классические биосенсоры на основе поверхностного плазмонного резонанса представляют собой сенсорный чип, одна сторона которой покрыта микроскопическим слоем золота. Использование таких сенсоров для измерения глюкозы в крови экономически не эффективно. Оптические биосенсоры следующего поколения содержат не тонкий слой металла, а сферические частицы на поверхности сенсора, что повышает чувствительность более чем в 100 раз и позволяет определять концентрации сахара в биологических жидкостях человека (слюне, моче, поту). Эта технология находится в стадии разработки, но показывает перспективные результаты. Основным отличием технологии является полная неинвазивность измерения уровня глюкозы.

### Рамановские глюкометры
Измеряют спектр комбинационного рассеяния кожи и измеряют количество глюкозы путём выделения её спектра из полного спектра кожи. Эта технология находится в стадии разработки, но показывает перспективные результаты. Основным отличием технологии является полная неинвазивность измерения.

## Точность глюкометров
В каждом глюкометре заложен диапазон ошибки измерения 15 % (согласно ГОСТ Р ИСО 15197-2015), поэтому результаты измерения глюкозы крови на разных приборах и лаборатории одновременно могут несколько отличаться. Также следует иметь в виду, что в 5 % случаев ошибка при измерении может превысить 15 %. Для проверки точности глюкометров используется «Контрольный раствор». Контрольный раствор содержит фиксированное количество глюкозы (LOW / низкой концентрации — 0,05 %, HIGH / высокой концентрации — 0,3 %), консерванты, красный краситель, субстанцию-загуститель. Существенно, что метод оценки качества глюкометра с помощью контрольного раствора не является абсолютно точным, так как в этом случае тестируется единая система «глюкометр + полоска»; соответственно, ошибка может определяться как неточностью глюкометра, так и браком тест-полоски, также имеет важную роль соблюдение инструкции пользователем.

## Дополнительные принадлежности
Глюкометр используется не как одиночный прибор, а входит в набор средств самоконтроля лиц с сахарным диабетом. Глюкометры дополняют полуавтоматические скарификаторы для прокалывания пальца (расходные материалы: комплект одноразовых ланцетов), шприц-ручки (полуавтоматические шприцы для дозирования и введения инсулина) и набор сменных картриджей с инсулином. В настоящее время встречаются и одноразовые (не перезаряжаемые) шприц-ручки. Для питания глюкометров используются специализированные аккумуляторы и элементы питания (батарейки). Измерение уровня глюкозы в крови производится глюкометрами с помощью одноразовых тест-полосок.
Как правило, каждый производитель производит к своему глюкометру уникальные тест-полоски, которые совместимы только с конкретной моделью глюкометра данного производителя.

## Контроль уровня сахара в смарт-часах

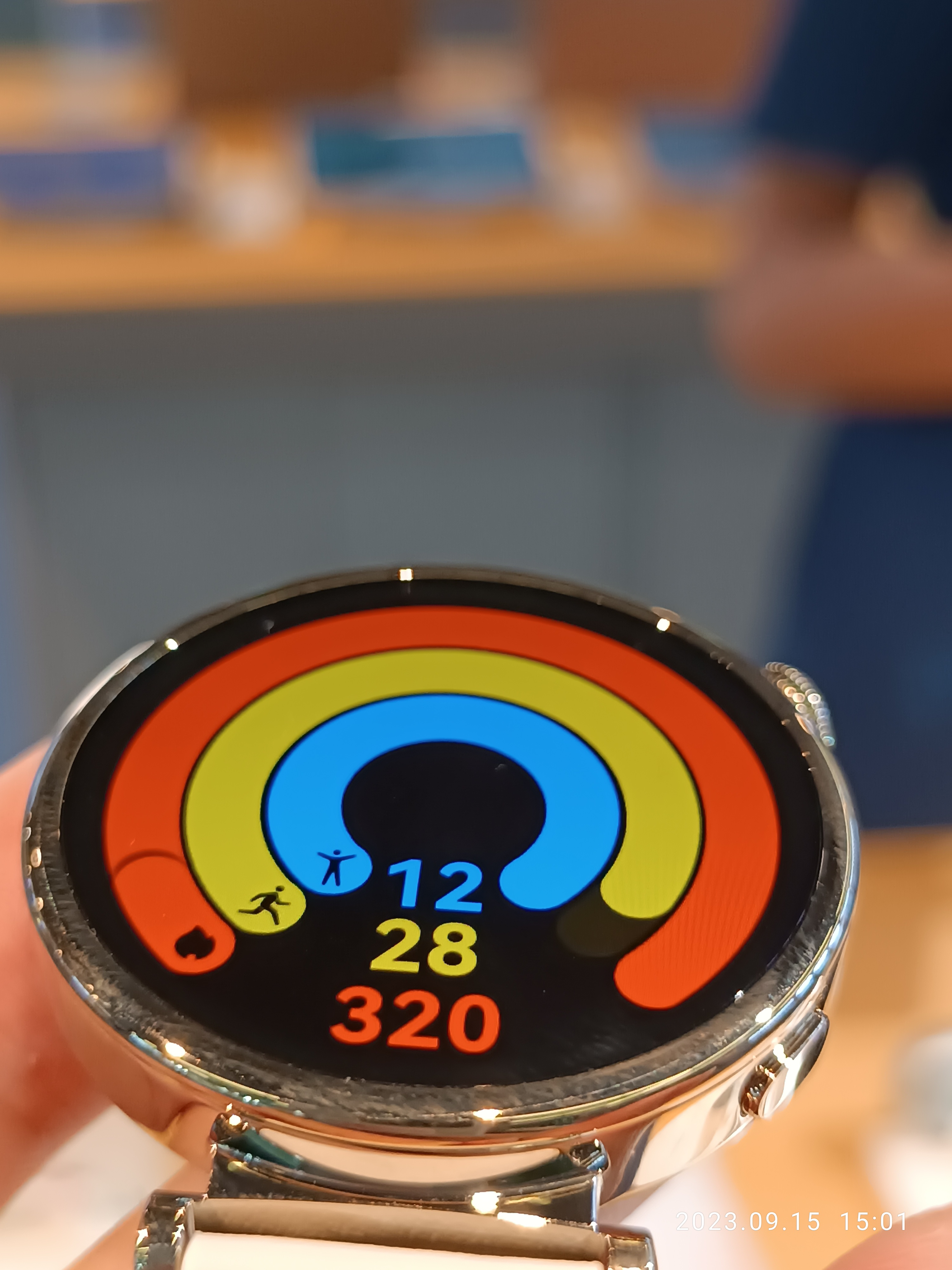
Huawei Watch.

Неинвазивный контроль уровня сахара в крови впервые появился в смарт-часах Huawei Watch 4.